# Вальберт
Вальберт (умер ок. 678 года) — святой из Эно.

## Житие
Святой Вальберт (Walbert, Walber), или Вальбер из Эно (Walbert de Hainaut), или Вальдеберт (лат. Waldebertus) родился в VI веке. Он был правителем в области Самбры и Мёзы во времена Хлотаря II.  
Около 650 года св. Вальберт женился на св. Бертилле (Bertille de Thuringe). Их две дочери Вальдетруда и Альдегонда стали святыми.   Св.Вальберт принял святое крещение после своей дочери, святой Альдегонды.
Святой Вальберт владел шато в  Кузольре. 

## Почитание
По кончине был причислен к лику святых. В Кузольре имеется часовня, освящённая в его честь.
День памяти — 12 мая.